# Jón Gunnar Árnason
Jón Gunnar Árnason (* 15. Mai 1931 in Reykjavík; † 21. April 1989) war ein isländischer Bildhauer.

## Leben
Von 1944 bis 1946 studierte er an der Isländischen Kunstakademie in Reykjavík. 1952 graduierte er als Ingenieur an der Technischen Universität von Reykjavík. Von 1965 bis 1967 setzte er sein Studium der Bildenden Künste am Londoner Hornsey College of Art (heute ein Teil der Middlesex University) fort.
Eines seiner berühmtesten Werke ist die Skulptur „Sonnenfahrt“ in Reykjavík.